# Alan Gardiner
Sir Alan Henderson Gardiner (Eltham, 29 marzo 1879 – Oxford, 19 dicembre 1963) è stato un egittologo britannico.

## Biografia
Allievo di Gaston Maspero, ha dato importanti contributi nello studio e nella decifrazione dei testi egizi e della scrittura geroglifica.
Tra le sue opere più importanti si ricordano Egyptian Grammar, pubblicata per la prima volta nel 1927 e, con poche variazioni, giunta fino ad oggi nell'edizione del Griffith Institute (dipartimento dell'Ashmolean Museum) di Oxford, ed Egyptian Onomastica del 1947. A lui si deve anche la più nota classificazione dei geroglifici, divisi per categorie e numerati; tale classificazione è nota come Lista di Gardiner.
A Gardiner è anche dovuto un profondo studio sui frammenti del Canone Reale, studio che ha portato all'attuale sistemazione di questo testo di vitale importanza per lo studio della storia dell'antico Egitto.
Il rapporto con Howard Carter, sia pure improntato a correttezza e rispetto reciproco, fu tuttavia abbastanza conflittuale tanto che Carter, scrivendo di Gardiner alcuni anni dopo la scoperta della tomba di Tutankhamon, così si espresse: "più lo conosco e meno mi piace".
Dalla Egyptian Grammar di Gardiner furono anche tratte le frasi riportate nel Papiro Tulli, una delle più riuscite truffe a carattere egittologico, svelata solo nel 2006 dopo 72 anni di mistero.
In lingua italiana è stato pubblicato nel 1971 dalla casa editrice Einaudi il suo volume La civiltà egizia.

## Opere parziali
- Egyptian Grammar, Griffith Institute, 1927-1950-1957
- La civiltà egizia, Einaudi, 1971 (orig. Egypt of the Pharaohs, Oxford University Press, 1961)
- The Admonitions of an Egyptian Sage from a Hieratic Papyrus in Leiden (Pap. Leiden 334 recto), Lipsia, 1909 (ristampa Hildesheim , Zurigo - New York, 1990).
- New Literary Works from Ancient Egypt, Journal of Egyptian Archaeology, 1 (1914), pp. 20-36 e 100-106.
- Notes on the story of Sinuhe, Parigi, Librairie Honoré Champion, 1916 (leggibile in linea, Kelvin Smith Library).
- The Tomb of a much-travelled Theban Official, Journal of Egyptian Archaeology, 4 (1917), pp. 28-38.
- On Certain Participial Formations in Egyptian, Rev. ég. N.S. 2/1-2 (1920), pp. 42-55.
- The Eloquent Peasant, JEA, 9 (1923), pp. 5-25.
- The Theory of Speech and Language, 1932
- The Earliest Manuscripts of the Instruction of Amenemmes I, Mélanges Maspero I.2, pp. 479-496, 1934
- Ancient Egyptian Onomastica, vol. I-III, Londra, 1947.
- The Ramesseum Papyri, tavole (Oxford, 1955)
- The Theory of Proper Names: A Controversial Essay, Londra - New York, Oxford University Press, 1957.